# Diadematidae
De Diadematidae vormen een familie van zee-egels binnen de orde Diadematoida.

## Geslachten
- Astropyga Gray, 1825
- Australidiadema Smith & Crame, 2012 †
- Centrostephanus Peters, 1855
- Chaetodiadema Mortensen, 1903
- Diadema Gray, 1825
- Echinothrix Peters, 1853
- Eodiadema Duncan, 1889 †
- Eremopyga A. Agassiz & H.L. Clark, 1908
- Goniodiadema Mortensen, 1939
- Leptodiadema Agassiz & Clark, 1907
- Lissodiadema Mortensen, 1903
- Palaeodiadema Pomel, 1887 †
- Sierradiadema Mooi & Hilton, 2014 †